# 18 de gener
El 18 de gener és el divuité dia de l'any del calendari gregorià. Queden 347 dies per finalitzar l'any i 348 en els anys de traspàs.

## Esdeveniments
Països Catalans
- 1939 - Ponts (la Noguera): les tropes franquistes ocupen la vila (guerra d'Espanya).
- 1941 - Barcelona: S'inaugura el Museu Marítim de Barcelona a la vella seu de les Drassanes Reials.[1]
- 2004 - Dakar (el Cap Verd, el Senegal): Nani Roma s'hi proclama campió del Ral·li París-Dakar en la categoria de motos i esdevé el primer català que el guanya.

Resta del món
- 1701 - Puja al tron Frederic I de Prússia.
- 1778 - James Cook arriba a Hawaii.
- 1919 - Weimar (Alemanya): Inici de l'Assemblea Nacional Alemanya.
- 1943 - Segona Guerra Mundial: Alemanya llança un atac aeri contra Londres.
- 1945 - Cracòvia, Polònia: les tropes soviètiques ocupen la ciutat.[2]
- 1976 - Beirut, Líban: una milícia cristiana libanesa mata aproximadament 1.500 persones a Karantina.
- 1986 - Accident aeri en les selves del Petén en Guatemala, prop de les ruïnes maies de Tikal. Moren les 110 persones que viatjaven a bord.
- 2002 - Es declara la fi de la guerra civil en Sierra Leone.
- 2003 - S'inaugura el Túnel de Somport carreter a Canfranc (Osca).
- 2004 - Bilbao (Biscaia, el País Basc): la quarta assemblea general del PNB elegeix Josu Jon Imaz president del partit (enfront de Joseba Egibar) en substitució de Xabier Arzalluz.
- 2004 - Bagdad (l'Iraq): un atemptat suïcida hi fa 25 morts i uns 130 ferits.
- 2005 - Tolosa de Llenguadoc (el Llenguadoc, Occitània): diversos líders europeus assisteixen a la presentació de l'Airbus 380, en aquest moment l'avió comercial més gran del món.
- 2008 - La Viquipèdia en català assoleix la xifra simbòlica dels 100.000 articles.
- 2010 - Terratrèmol amb intensitat 5,5 en l'escala de Richter en la província de San Juan, Argentina.

## Naixements
Països Catalans
- 1874 - Sabadell, Vallès Occidental: Joan Montllor i Pujal, excursionista i escriptor sabadellenc.
- 1891 - Sabadell Vallès Occidental: Fidela Renom i Soler, defensora de la dona treballadora i política catalana, la primera dona elegida regidora de l'Ajuntament de Sabadell.[3]
- 1898 -
  - Illa, Rosselló: Simona Gay, poeta i pintora rossellonesa (m. 1969).[4]
  - Barcelona: Carles Buïgas i Sans, arquitecte, enginyer i luminotècnic català conegut per haver dissenyat la il·luminació del Palau Nacional (Barcelona) i del recinte de l'Exposició Internacional de Barcelona de 1929, així com la Font Màgica de Montjuïc (m. 1979).[5]
- 1912 - Almacelles: Maria Tersa i Miralles, locutora de ràdio catalana (m. 2015).
- 1918 - Calonge, Baix Empordà: Ricard Viladesau i Caner, músic català (m. 2005).
- 1940 - Organyà, Alt Urgell: Francesc Betriu i Cabeceran, director de cinema i guionista català.
- 1952 - Cornellà de Llobregat: Daniel Solsona Puig, futbolista català.
- 1953 - Aiguafreda, Osona: Conxita Puig i Barata, esquiadora catalana, especialitzada en esquí alpí.[6]
- 1961 - Berga, Berguedà: Jordi Cussà i Balaguer, escriptor, traductor i actor català.
- 1971 - Santpedor, Bages: Pep Guardiola, futbolista i entrenador de futbol català.
- 1981 - Xest: Talía Roselló Saus, política valenciana, diputada al Congrés dels Diputats en la X Legislatura.[7]
- 1989 - Cornellà de Llobregat: Rubén Miño Peralta, porter de futbol català.
- 1998 - Vilanova i la Geltrú: Aitana Bonmatí i Conca, jugadora del FC Barcelona (femení).[8]

Resta del món
- 1689 - La Brèda, França: Montesquieu, filòsof francès (m. 1755).
- 1816 - Alt Ruppin: Ferdinand Möhring, compositor, director d'orquestra i organista alemany.
- 1841 - Ambert, Puy-de-Dôme, Alvèrnia, França: Emmanuel Chabrier, compositor francès (m. 1894).[9]
- 1867 - Metapa, actualment Ciudad Darío, Matagalpa, Nicaragua: Rubén Darío, poeta, periodista i diplomàtic nicaragüenc (m. 1916).
- 1894 - Praga: Lucia Moholy, fotògrafa d'origen austrohongarès, que documentà l'arquitectura i els productes de la Bauhaus (m. 1989).[10]
- 1904 - Bristol, Anglaterra: Archibald Alexander Leach, conegut com a Cary Grant, actor de cinema anglès (m. 1986).
- 1911 - Andahuaylas (Perú): José María Arguedas, escriptor i antropòleg peruà (m. 1969).
- 1911 - Nova York, EUA: David Daniel Kominski, conegut com a Danny Kaye, actor de cinema i cantant estatunidenc (m. 1987).
- 1921 - Fukui (Japó): Yoichiro Nambu, físic estatunidenc d'origen japonès, Premi Nobel de Física de l'any 2008 (m. 2015).
- 1915 - Xixón, Astúries, Espanya: Santiago Carrillo, polític espanyol.
- 1930 - Abrantes: Maria de Lourdes Pintasilgo, enginyera química, primera dona a ser Primera Ministra de Portugal (m. 2004).[11]
- 1937 - 
  - Derry, Irlanda del Nord: John Hume; polític nord-irlandès, Premi Nobel de la Pau de l'any 1998.
  - Santiago de Xile: Marta Harnecker, pensadora marxista xilena (m. 2019).
- 1947 - Tòquio (Japó): Takeshi Kitano, actor i director de cinema, comediant, escriptor i poeta.
- 1955
  - Lynnwood, Califòrnia: Kevin Costner, actor, productor i director estatunidenc.
  - Madrid: Fernando Trueba, escriptor i director de cinema espanyol.
- 1956 - Montevideo: Elli Medeiros, cantant i actriu francouruguaiana.[12]
- 1979 - St. Julian's, Malta: Roberta Metsola, diputada i presidenta del Parlament Europeu.[13]
- 1980 - Partit de Vicente López, Buenos Aires, Argentina: Rodrigo Guirao Díaz, actor i model argentí.[14]
- 1982 - 
  - Kabarnet, Kenya: Mary Keitany, corredora de fons kenyana, especialista en la prova de marató.[15]
  - Grass Valley: Joanna Newsom, compositora, multiinstrumentista i cantant nord-americana.[16]

## Necrològiques
Països Catalans
- 1934 - Castelló de la Plana (la Plana Alta): Vicent Castell i Domènech, pintor, dibuixant i decorador valencià (n. 1871).
- 1941 - Barcelona: Júlia Peraire, model pictòrica i parella del pintor Ramon Casas (n. 1888).[17]
- 1985 - Barcelona: Noel Clarasó i Serrat, escriptor català.
- 1995 - Benassal, Alt Maestrat: Sofia Salvador i Monferrer, escriptora i mestra (n. 1925).[18]
- 2000 - Barcelona: Francesc Masclans i Girvès, mestre i botànic català (n. 1905).
- 2002 - Eivissa: Joan Marí Cardona, canonge arxiver i historiador, nascut a Sant Rafel de Forca (Eivissa) (n. 1925).
- 2004 - Barcelona: Josep Lluís Ortega i Monasterio, músic i militar català d'origen basc, revitalitzador de l'havanera a l'època moderna (n. 1918).
- 2021 - Barcelonaː Josep Maria Mestres Quadreny, compositor. Fou president de la Fundació Joan Brossa i patró emèrit de la Fundació Joan Miró (n.1929).[19]

Resta del món
- 1783 - París: Jeanne-Françoise Quinault, actriu francesa i salonnière (n. 1699).[20]
- 1890 - Regne de Sardenya-Piemont: Amadeu I d'Espanya, rei d'Espanya.
- 1918 - Viena, Àustria: Amalie Materna, soprano austríaca (n. 1844).[21]
- 1936 - Londres: Rudyard Kipling, escriptor britànic (n. 1865).
- 1960 - Los Angeles: Gladys Bentley, cantant i pianista estatunidenca, artista lesbiana de blues del Harlem Renaissance.[22]
- 1995 - Múnic (Alemanya): Adolf Friedrich Johann Butenandt, químic alemany Premi Nobel de Química de 1939 (n. 1903).
- 1996 - París: Leonor Fini, pintora i artista surrealista argentina, il·lustradora i dissenyadora (n. 1908).[23]
- 2000 - Viena: Margarete Schütte-Lihotzky, primera arquitecta austríaca, creadora de la «cuina de Frankfurt» (n. 1897).[24]
- 2015 - Jamaicaː Verma Panton, arquitecta jamaicana, la primera dona arquitecta del Carib anglòfon (n. 1936).[25]
- 2016 -
  - Ouagadougou: Leila Alaoui, fotògrafa i videoartista franco-marroquina, assassinada en un atac terrorista (n. 1982).[26]
  - Dinamarca: Else Marie Pade, compositora pionera de música electrònica (n. 1924).[27]
  - La Paz, Bolívia: Armando Loaiza, diplomàtic i ministre d'exteriors (2005-2006) bolivià.
- 2017, Sud-àfrica: Peter Abrahams periodista i escriptor de novel·les sud-africà
- 2018, 
  - Nova York: Günter Blobel, oncòleg i biòleg estatunidenc d'origen alemany, Premi Nobel de Medicina o Fisiologia de 1999 (n. 1936).
  - Pavia: Carla Marangoni, gimnasta artística italiana que va competir durant la dècada de 1920 (n. 1915).[28]

## Festes i commemoracions
- Santoral:
  - Sant Hipaci de Cilícia, bisbe;
  - Sant Volusià de Tours,
  - Santa Prisca de Roma,
  - Santa Margarida d'Hongria;
  - Beat Jaume Hilari Barbal,
  - Beata Beatriu II d'Este,
  - Beata Faci de Cremona;
  - serventa de Déu Catalina Maura i Pou, religiosa agustina.